# Don Drysdale
Donald Scott Drysdale (Van Nuys, California, 23 de julio de 1936-Montreal, Quebec, 3 de julio de 1993), más conocido como Don Drysdale, fue un jugador profesional estadounidense de béisbol que se desempeñó en la posición de lanzador en las Grandes Ligas de Béisbol (MLB). Es miembro del Salón de la Fama del Béisbol.

## Carrera
Drysdale jugó como profesional catorce temporadas en Los Angeles Dodgers (1956-1969), equipo en el que se retiró.

## Reconocimiento
En 1984, ingresó como miembro al Salón de la Fama del Béisbol.